# Gafesčjanovo centrum umění
Gafesčjanovo centrum umění či Cafesjianovo centrum umění (arménsky Գաֆէսճեան արվեստի կենտրոն, anglicky Cafesjian Center for the Arts) je muzeum umění v Jerevanu. Nachází se v Jerevanské kaskádě a kolem ní; Jerevanská kaskáda je velké schodiště s fontánami, vystupující z zahrad Tamanské ulice a pěší zóny a vybudované ještě v sovětských dobách. 
Muzeum založil a základ sbírky daroval arménsko-americký filantrop Gerard L. Cafesjian a bylo otevřeno v listopadu 2009. Kromě výstavy uměleckých děl moderního umění centrum nabízí také pestrý program přednášek, filmů, koncertů a vzdělávacích iniciativ pro dospělé a děti. Expozice obsahuje asi 5000 uměleckých děl a skládá se ze dvou částí, vnější se sochami a vnitřní s ostatními exponáty.  
Centrum má jednu z nejlepších sbírek uměleckého skla na světě, zejména díla českého páru Stanislava Libenského a Jaroslavy Brychtové, jejichž spolupráce přinesla revoluci v používání skla jako uměleckého média. Mezi další významné sklářské umělce ve sbírce patří Dale Chihuly, Bohumil Eliáš starší, Pavel Hlava, Jaromír Rybák, Ivana Šrámková, Bertil Vallien, Lino Tagliapietra, Mark Peiser a Hiroši Jamano. 
V oblastech kresby, malby a sochařství jsou zastoupeni například Fernando Botero, Arshile Gorky, Jennifer Bartlettová, Lynn Chadwick, Barry Flanagan, Jaume Plensa a François-Xavier Lalanne.